# SK Telecom
SK Telecom (hangul:SK텔레콤, 에스케이텔레콤) est un opérateur de téléphonie mobile sud-coréen, contrôlé par le SK Group, l'un des plus importants chaebols du pays. L'opérateur sponsorise des équipes d'e-sport sud-coréennes.

## Histoire
Le 12 mai 2011, Disney Channel International annonce la création de Television Media Korea, une coentreprise de Disney Channel International et SK Telecom pour des chaînes Disney en Corée du Sud, cette dernière détenant 51 % des parts,. Cette création s'est suivie fin juin 2011 par le lancement de Disney Channel Korea et Disney Junior Korea.
En mars 2015, SK Telecom acquiert les 49,4 % de participations qu'il ne détenait pas encore dans le fournisseur internet SK Broadband, pour 706 milliards de won soit l'équivalent de 627,17 millions de dollars.
En mars 2018, SK Telecom annonce acquérir ADT Caps, entreprise américaine spécialisée dans le matériel de sécurité et de vidéo-surveillance issue de Tyco International, pour 2,8 milliards de dollars.

## Activités

### Taxis volants
À l'occasion du Mobile World Congress se tenant en février-mars 2023, l'entreprise annonce co-développer avec la start-up américaine Joby Aviation des taxis volants. Lors de l'évènement, les visiteurs ont pu assister à une démonstration sur un prototype réel équipé de casques de réalité virtuelle. SK Telecom a par ailleurs fait savoir que ces taxis volants, mêlant des caractéristiques de l'hélicoptère et du drone, pourraient être opérationnels en Corée du Sud dès 2025.